# Informelle Logik
Informelle Logik (auch informale Logik) ist ein Teilgebiet der Argumentationstheorie.
Informelle Logiken zielen darauf ab, normalsprachliche Argumente mit logischen Methoden zu analysieren und zu bewerten. Dabei wird dem Umstand, dass Logik hierbei auf nicht-formale Phänomene wie Alltagsargumentation, Massenmedien oder nicht-formalen wissenschaftlichen Argumentationsstrukturen angewendet wird, Rechnung getragen. Einerseits wird der Argumentbegriff massiv ausgeweitet um z. B. bildliche Darstellung theoretisch mit argumentationstheoretischen Methoden untersuchen zu können, andererseits sind die Resultate, die in der Disziplin erarbeitet werden, nicht zwingend. Informal-logische Schlussfolgerungen können sich – anders als formal-logische Schlüsse – nicht auf deduktiv-notwendige Strukturen stützen und daher fehlt informellen Schlüssen die logische Notwendigkeit.
Der Begriff Informal logic etablierte sich im angelsächsischen Raum in den 1970er Jahren und wird inhaltlich in der Regel auf die post-logizistischen Vorarbeiten von Stephen Toulmin und Chaim Perelman in den späten 1950ern zurückgeführt. Ansätze wie die Pragma-Dialektik werden häufig dem Feld zugerechnet.